# Achtkante bovenkruier

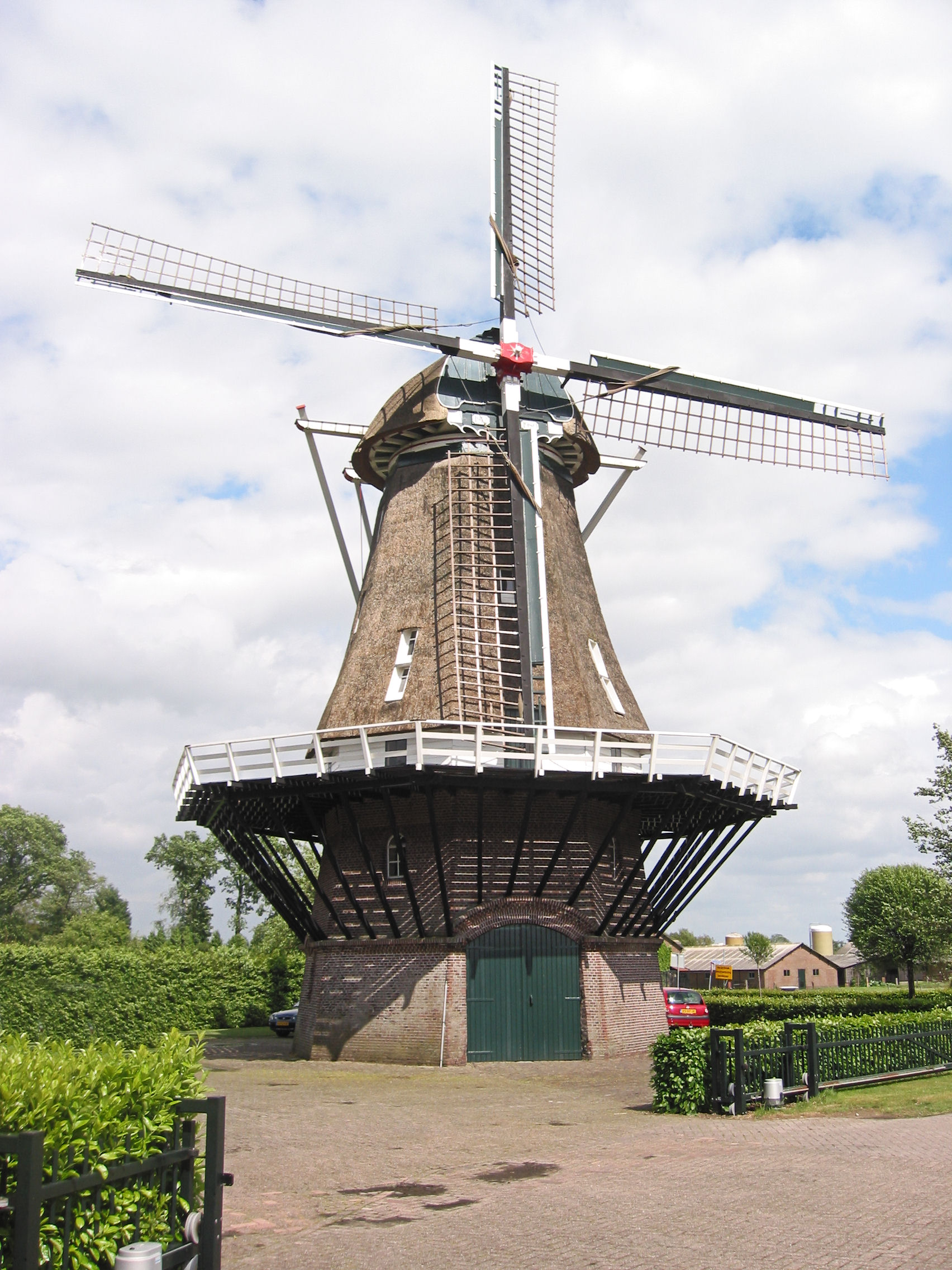
Achtkante bovenkruier met riet bedekt (Walderveense molen)

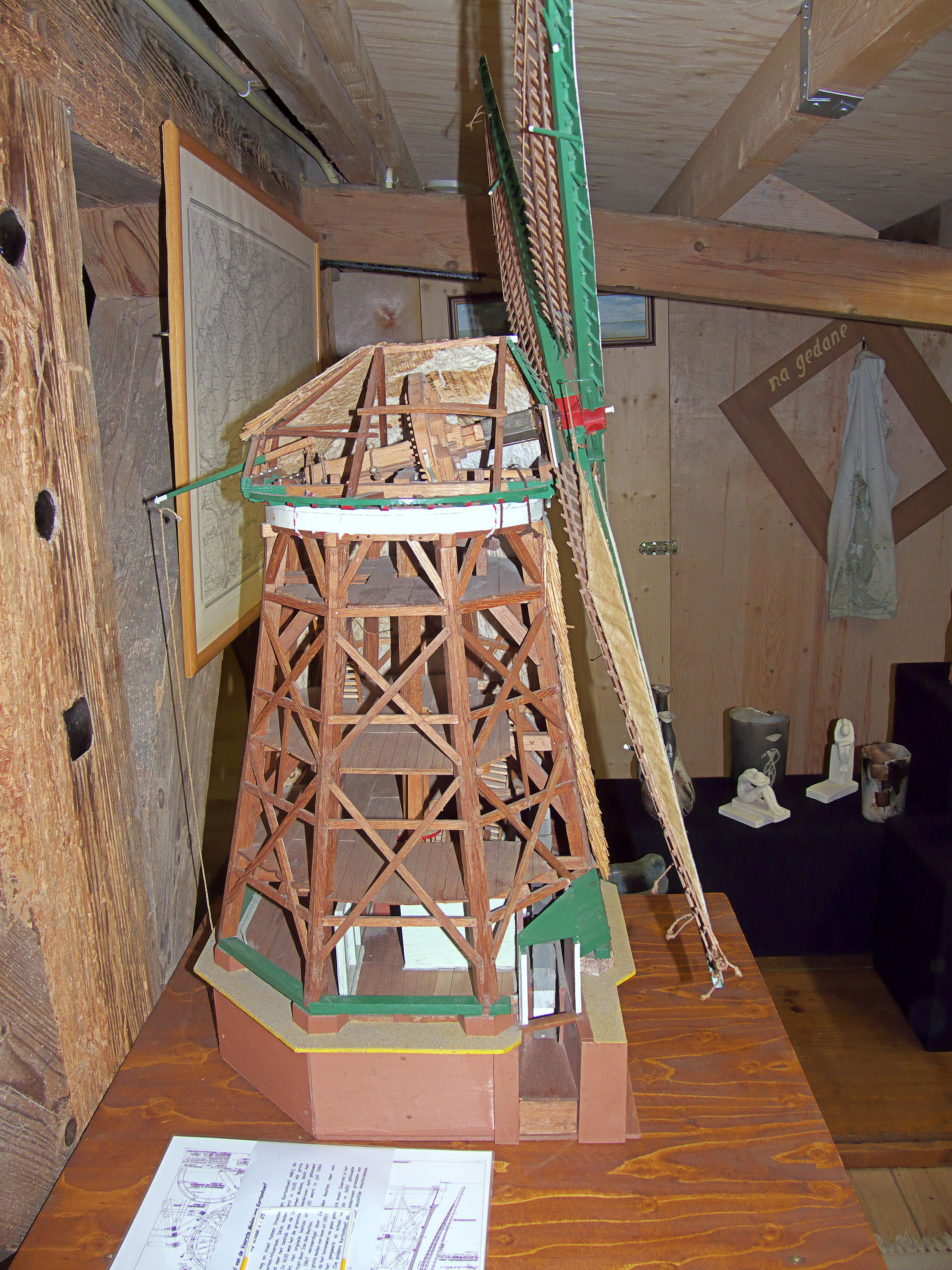
Model van een achtkante bovenkruier als poldermolen

Een achtkante bovenkruier is een molen waarvan de romp acht kanten heeft. Ook is het een type molen waarvan men alleen de kap kan kruien. De romp van de molen is geheel of gedeeltelijk van steen. Indien gedeeltelijk van steen dan staat er een houten achtkant op de stenen. De meeste achtkantige molen hebben een houten achtkant. Deze houten achtkant is gewoonlijk bedekt met riet, maar kan ook bedekt zijn met hout met daarover dakleer of met koperen platen.
De achtkant heeft acht achtkantstijlen, die met elkaar verbonden zijn met legeringsbalken. Tussen de legeringsbalken en de achtkantstijlen zitten schuine verstevigingen, de korbelen. Bovenaan worden de achtkantstijlen met elkaar verbonden door een boventafelement en onderaan door een ondertafelement. Tussen het boventafelement en de achtkantstijlen zitten schuine balken, de hondsoren. Tussen twee achtkantstijlen zitten de veldkruizen, veldregels en veldstijlen. Aan de buitenkant van de achtkantstijlen zitten bovenaan houten verdikkingen, de scheggen. Van boven naar onderen lopen de zogenaamde uitbrekers. Hierdoor krijgt de achtkant een getailleerde vorm. Het onderste gedeelte, de weeg, is vaak bedekt met planken.
Erworden twee vaste en twee losse gebinten onderscheiden. Het vaste gebint wordt liggend op de grond in elkaar gezet en vervolgens rechtop gezet. Daarna worden er losse binten over de binten van de rechtopstaande stijlen gelegd, waarna de vier overige achtkantstijlen rechtop gezet worden. Dit vormt het losse gebint.
De velden (zijkanten) tussen twee vaste of twee losse gebinten liggen worden de ware velden genoemd, degene tussen een vast en een los gebint de valse velden.
Meestal is de achtkantige bovenkruier een korenmolen of industriemolen.

## Fotogalerij

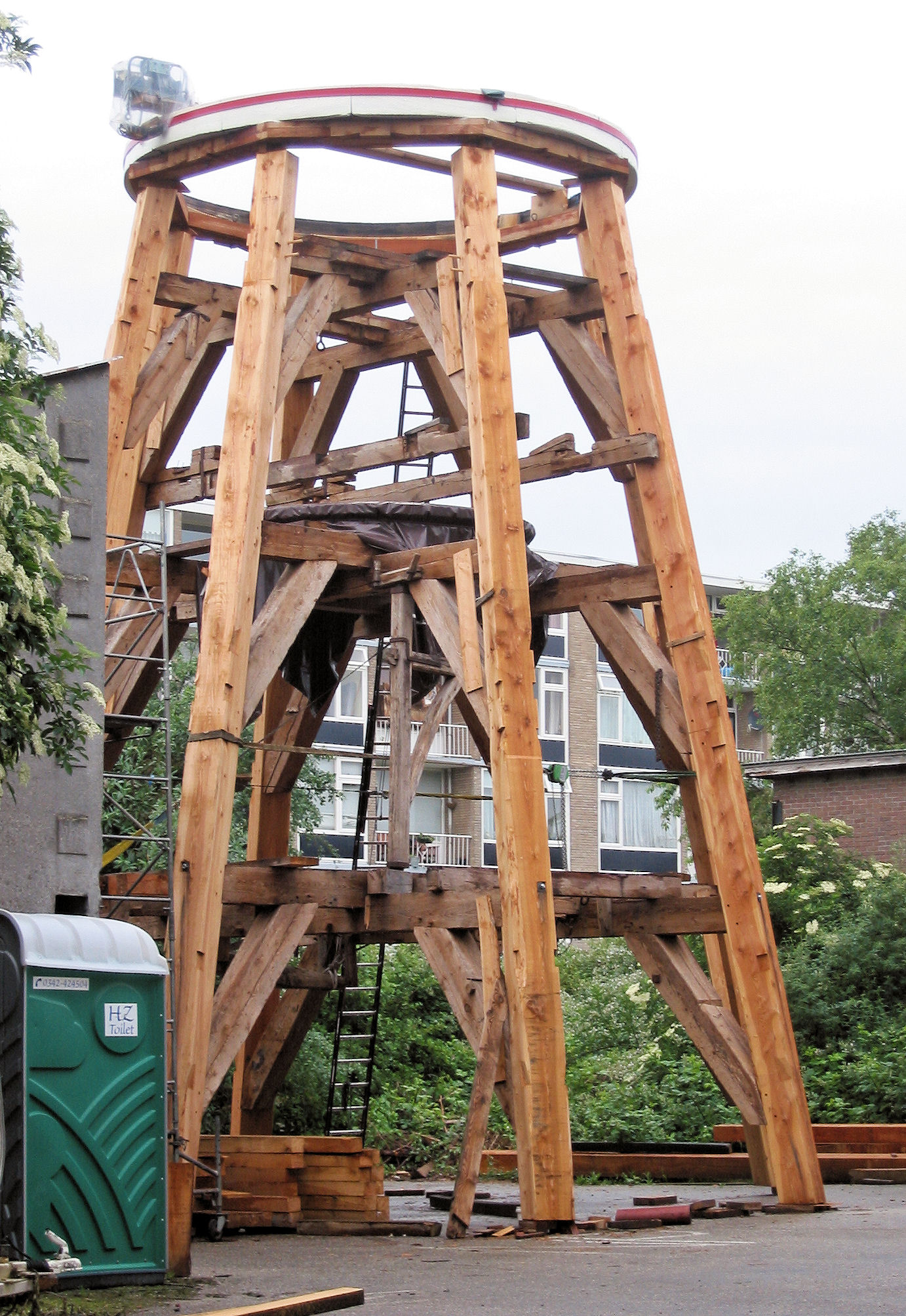
In restauratie zijnde houten bovenkant van de Concordia molen met boventafelement
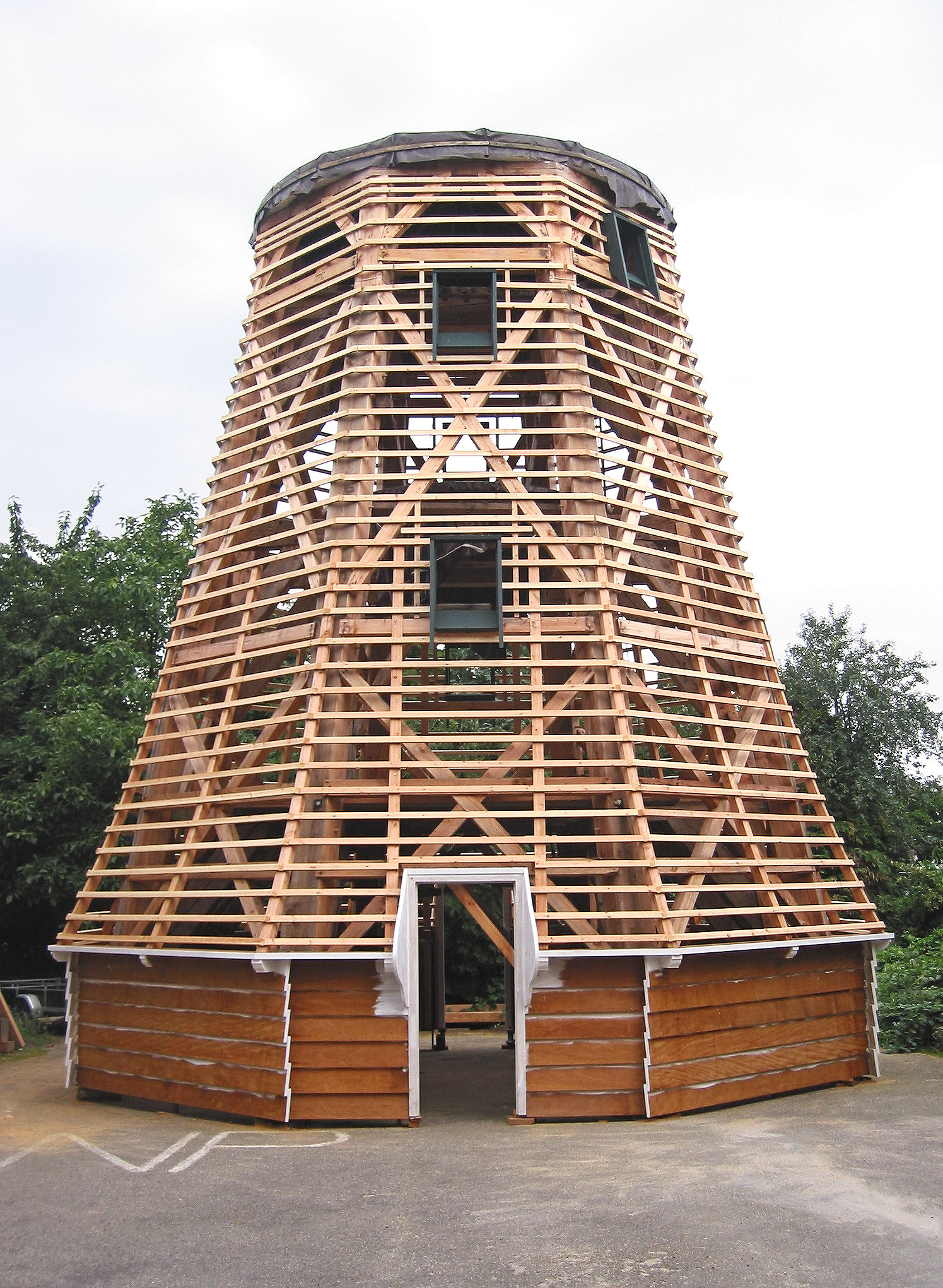
Houten achtkant van de Concordia molen nog zonder riet
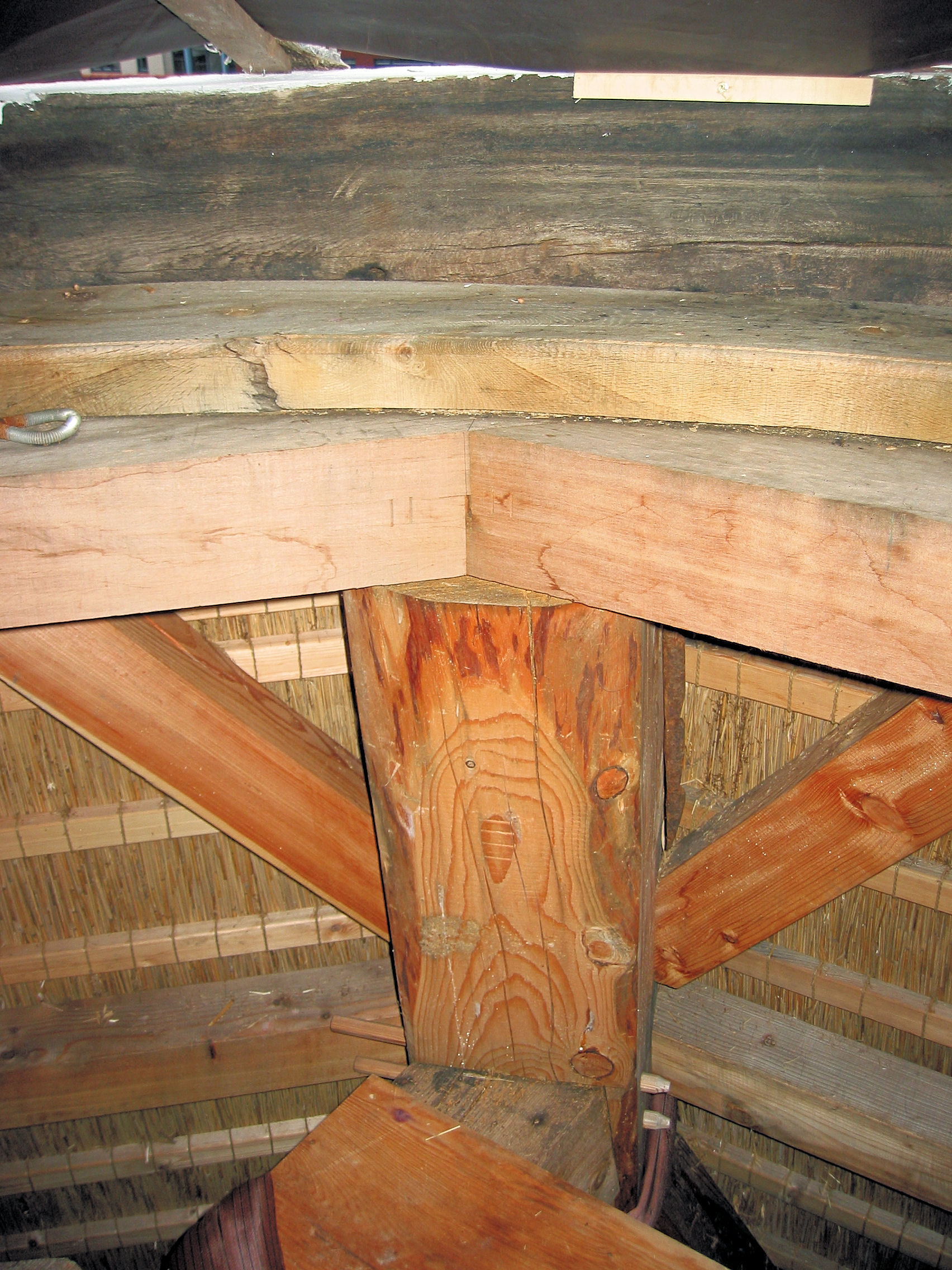
Boventafelement met hondsoren
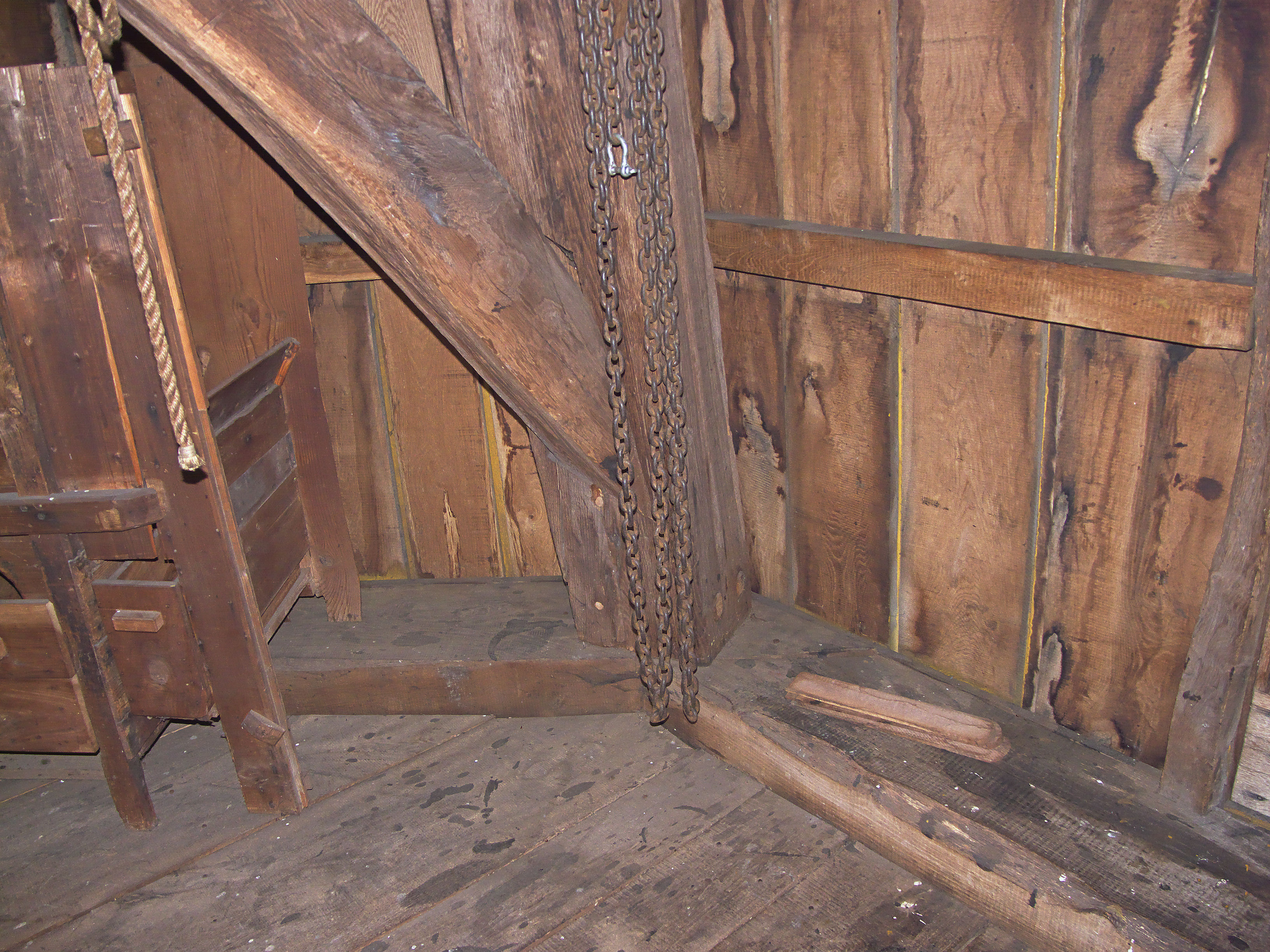
Achtkantstijl op ondertafelement
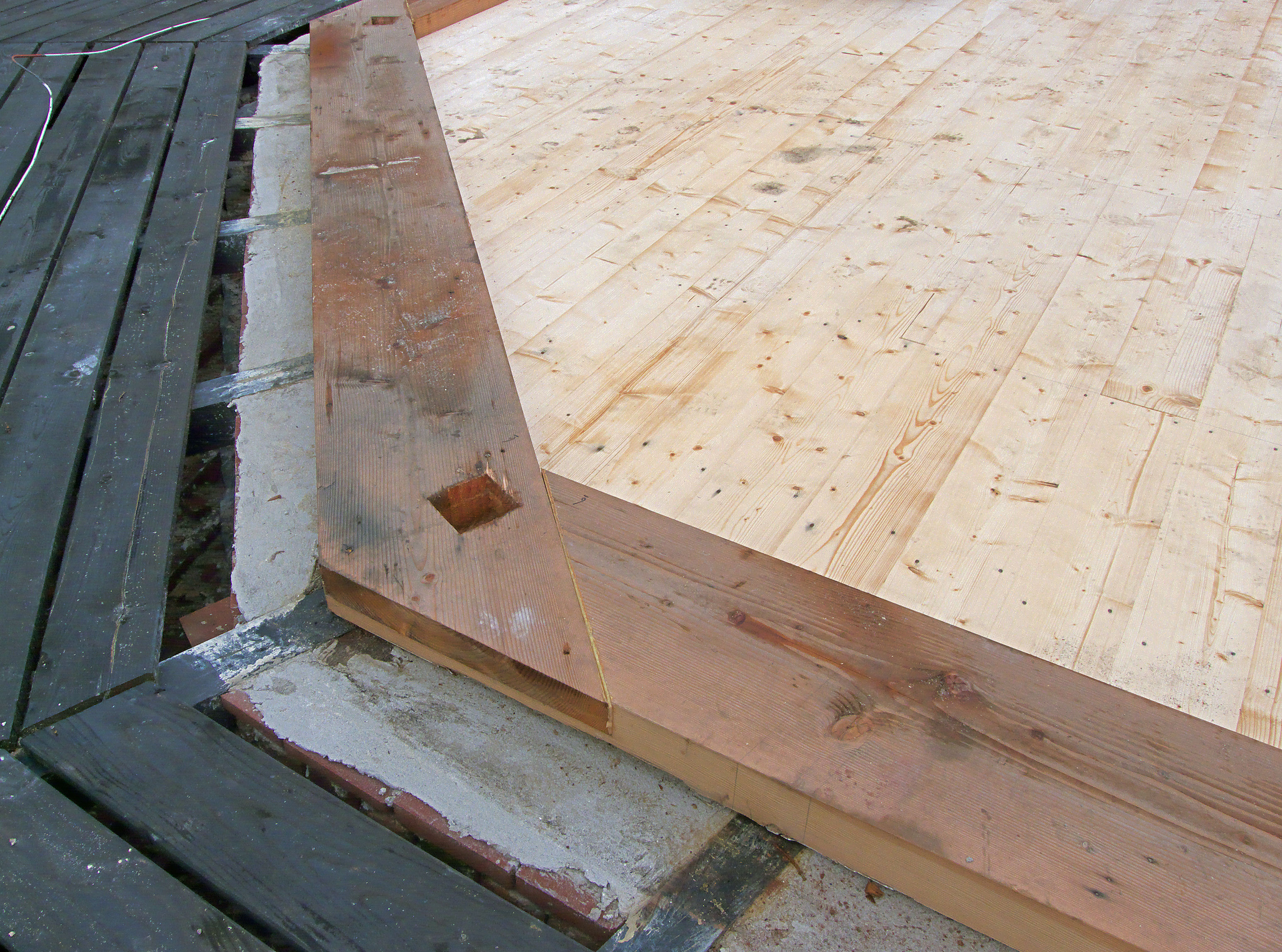
Ondertafelement
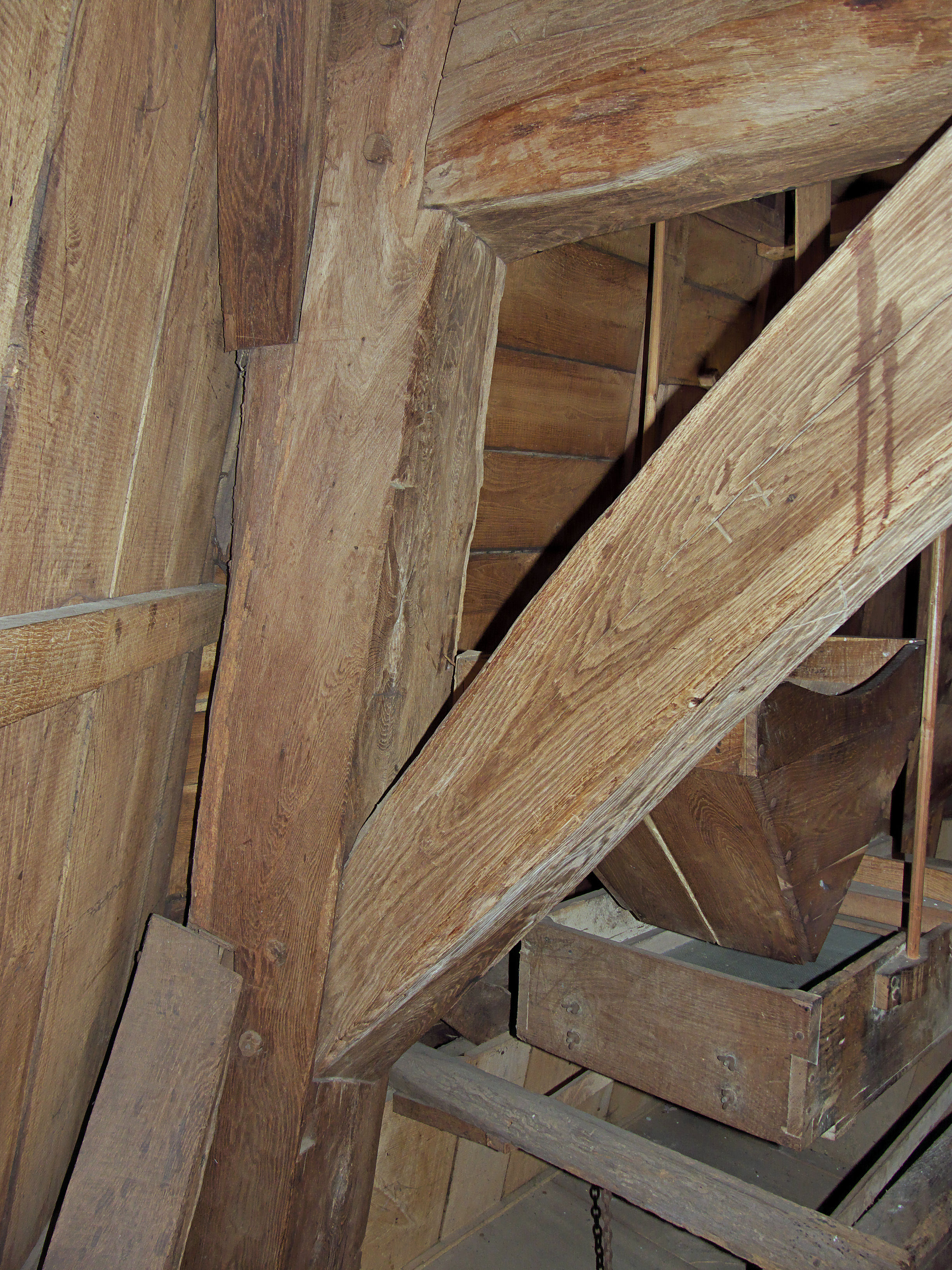
Achtkantstijl met korbeel
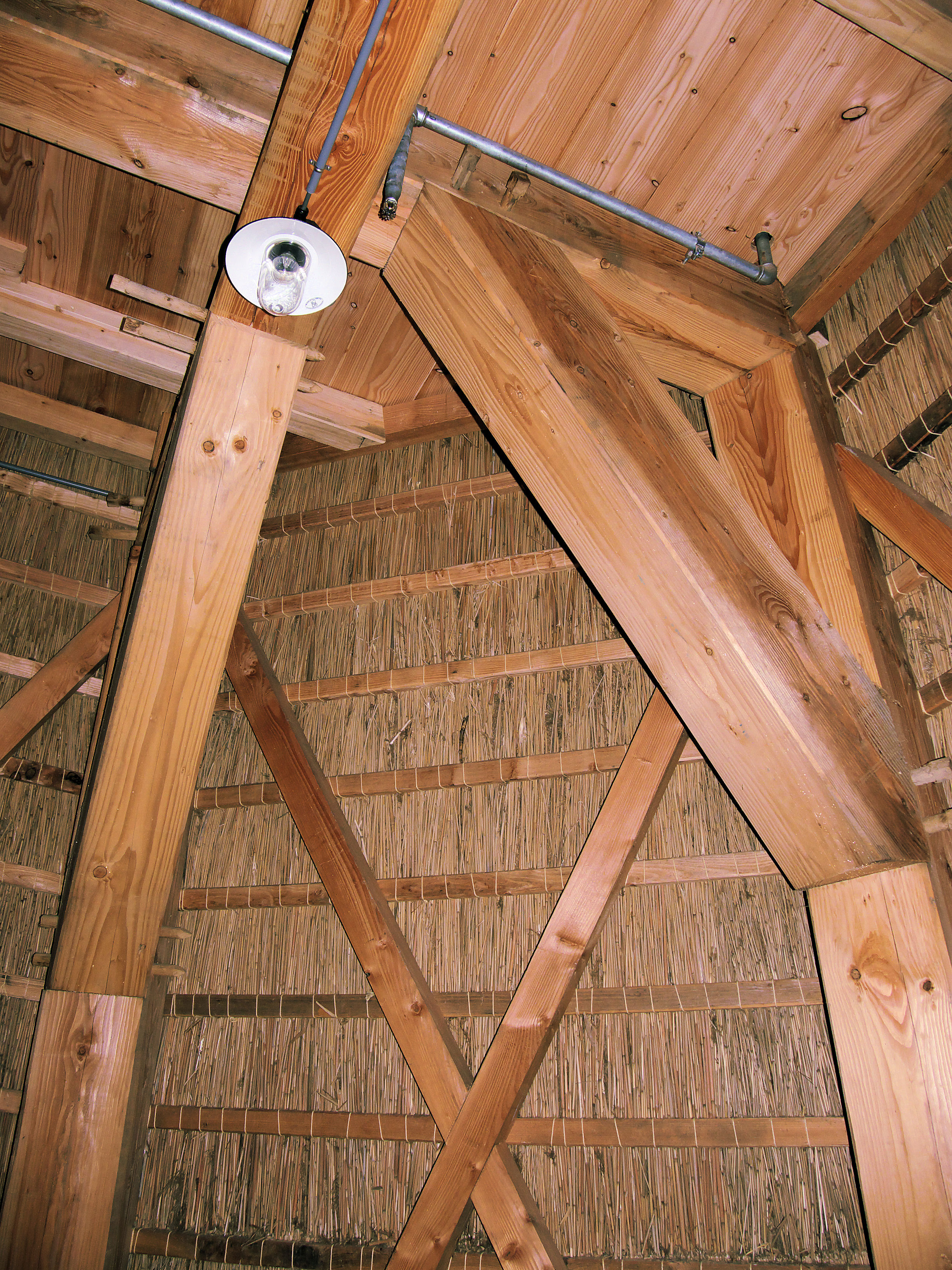
Vals veld
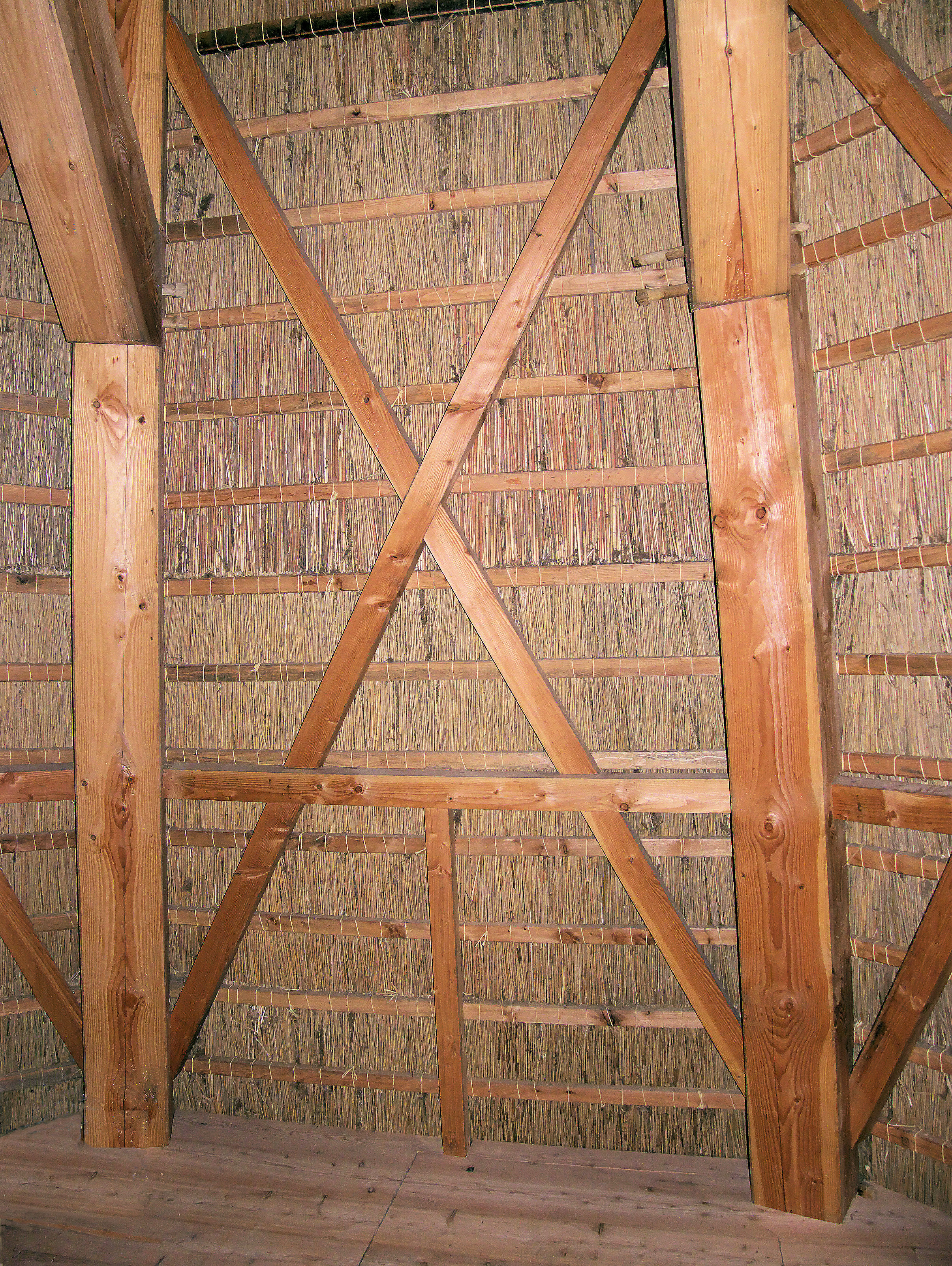
Veldkruis, veldregel en veldstijl
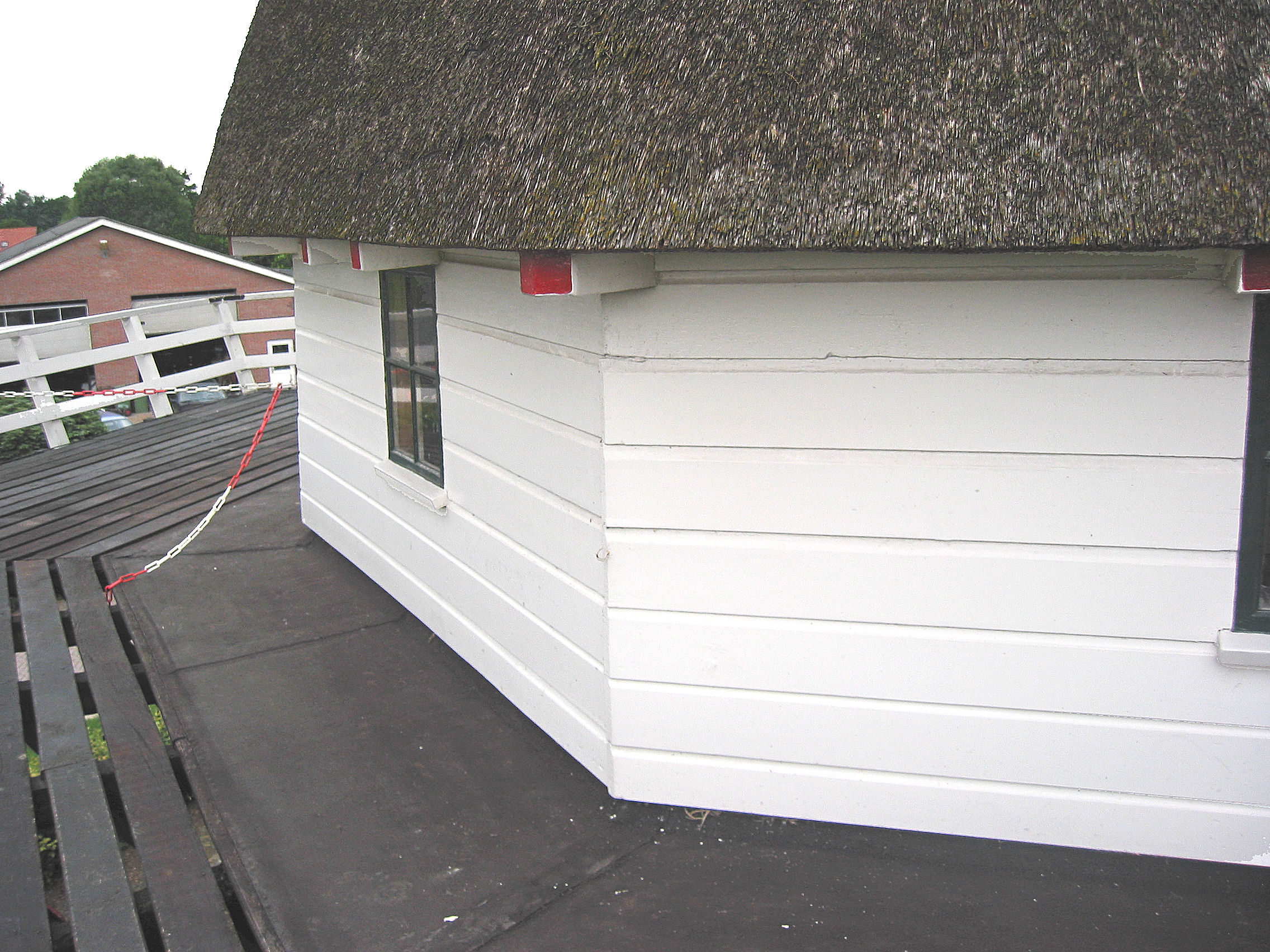
De weeg
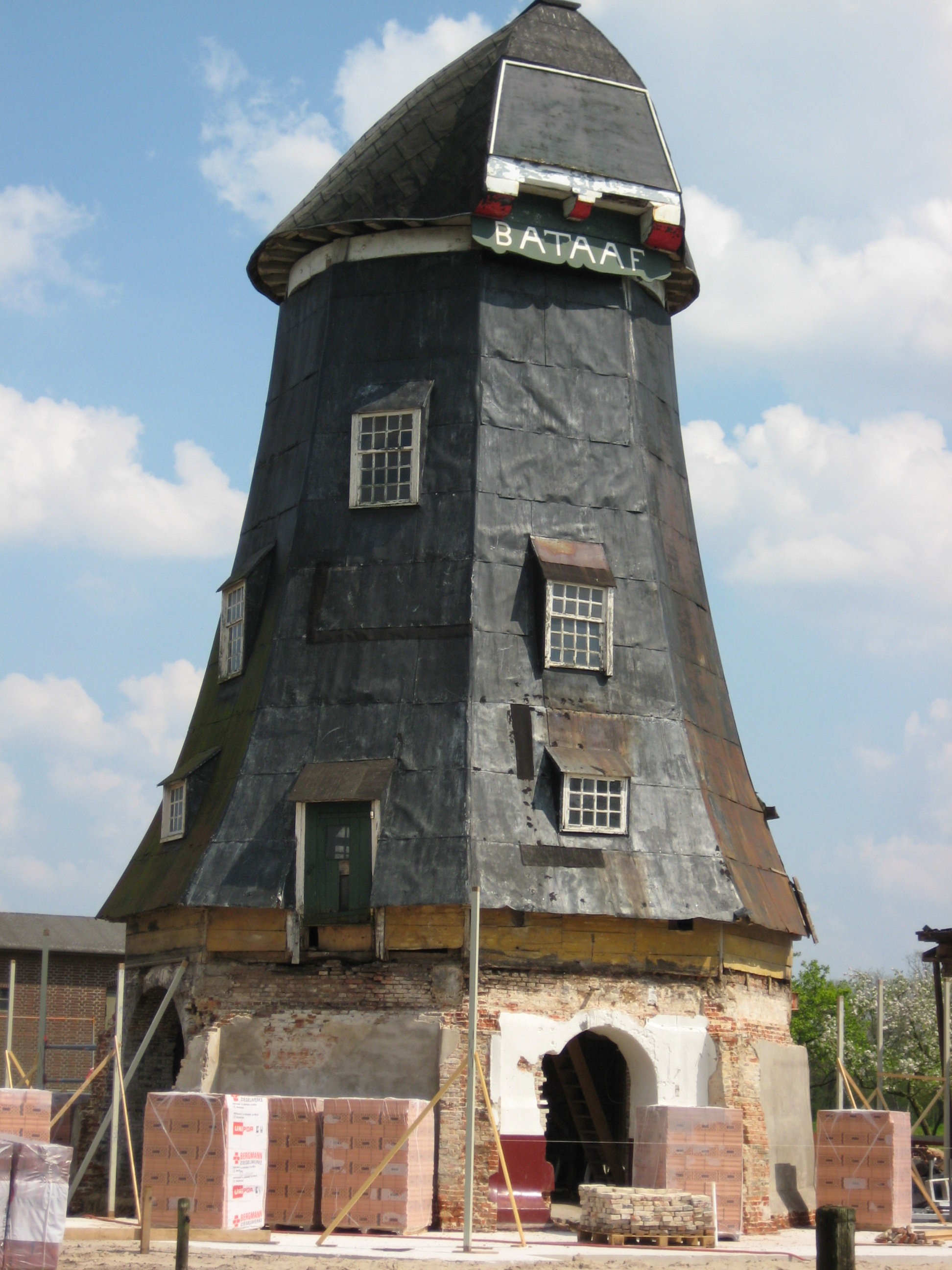
Molen Bataaf bedekt met eiken planken met daarover dakleer
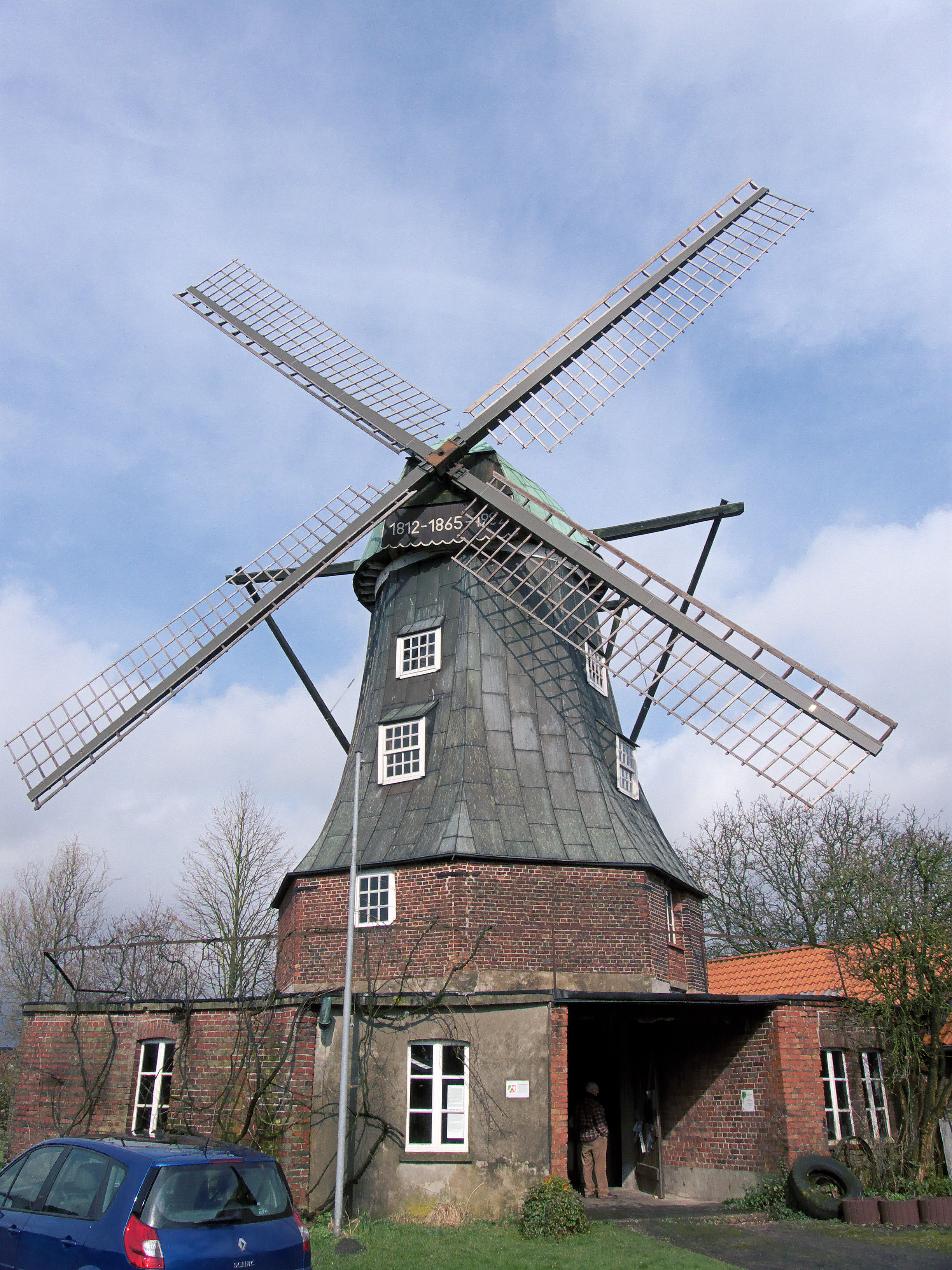
Windmühle Menke met koperen platen bedekt
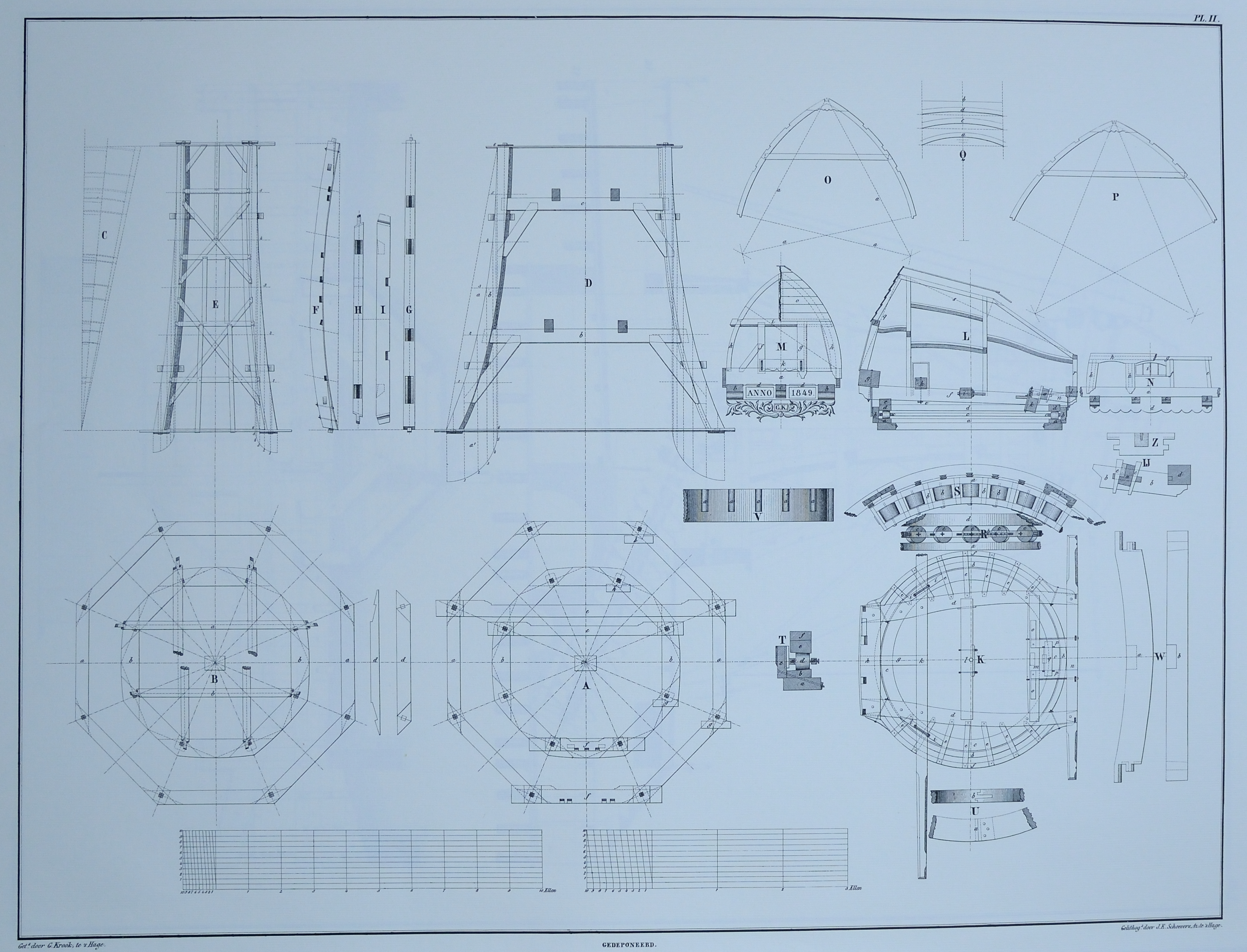
Tekening uit het Groot volkomen moolenboek